# ظاهر مسرور
ظاهر مسرور (زاده: ۱۳۵۸ ولسوالی چارکنت، ولایت بلخ) سیاست‌مدار افغانستانی، معاون حزب حرکت اسلامی افغانستان به رهبری سید محمد علی جاوید و نماینده مردم بلخ در دوره پانزدهم مجلس نمایندگان افغانستان است.

## زندگی‌نامه
ظاهر مسرور متولد ۱۳۵۸ از ولسوالی چارکنت ولایت بلخ افغانستان است.